# Гарсия Лавилья, Хосе Мари
Хосе Мари Гарсия Лавилья  (исп. José María García Lavilla; род. 23 мая 1942, La Pola Siero, Астурия) — испанский футболист, нападающий.

## Клубная карьера
Во взрослом футболе дебютировал за команду «Реал Овьедо» 29 января 1961 года против клуба «Атлетико Мадрид». За пять сезонов за команду он сыграл 108 игр, в которых забил 23 гола.
12 сентября 1965 года сырал свой первый матч в составе клуба «Эспаньол» против команды «Реал Сарагоса», матч с которой завершился вничью. Всего за каталонский клуб он сыграл 300 матчей, в которых забил пятьдесят голов.
Завершил карьеру футболиста в 1976 году. В 1979 и 1982—1983 годах непродолжительное время работал в тренерском штабе клуба «Реал Овьедо».

## Карьера в сборной
В 1966 году дебютировал в официальных матчах в составе национальной сборной Испании. Хосе Мари принял участие в матче на отборочном туре на чемпионат Европы 1968 года. Всего в составе сборной принял участие в 6 матчах, забив один гол.